# Гёрбе, Нора
Нора Гёрбе (венг. Görbe Nóra, родилась 3 сентября 1956 в Дебрецене) — венгерская актриса и певица, прославившаяся благодаря главной роли в венгерском сериале 1980-х «Линда».

## Биография
Дочь киноактёра Яноша Гёрбе и учительницы Евы Медьер. Занималась в детстве балетом и художественной гимнастикой, училась в музыкальной школе и средней школе с углублённым изучением иностранных языков. С 1975 по 1979 годы училась в Академии театра и кино на отделении драмы у Иштвана Хорвата и Дежё Капаша. С 1979 по 1986 годы играла в театре «Мафильм». Нора играла в веспремских театрах Петефи, Чоконай, Радноти, Ятексин и в Уйпештском театре.
С 1981 года Нора профессионально занималась тхэквондо: отчасти это способствовало тому, что основную известность ей принесла роль детектива и мастера по карате Линды Веспрем в телесериале «Линда», выходившем с 1984 по 1989 годы на венгерском ТВ и ставшем одним из первых телесериалов Восточной Европы о боевых искусствах.
Также Нора сделала музыкальную карьеру: с 1985 по 1986 годы пела в группе R-GO, выступала также в составе групп Első Emelet («Первый этаж», 1987—1988) и Bojtorján együttes («Лопух», 1990—2003). Она записала с ними ряд альбомов в 1980-е и 1990-е годы, совершив ряд гастролей по Венгрии; известна также как исполнительница детских песен. В настоящее время выступает иногда с концертам на венгерском ТВ.
Нора была замужем за продюсером и автором телесериала «Линда» Дьёрдьем Гатом, в браке родились дочь Анна (1983) и сын Мартон (1989). С 2006 года её мужем является Петер Ормош.

## Фильмография
| - Áramütés (1978) - Hálapénz (1979) - Fábián Bálint találkozása Istennel (1980) - Paraszt Hamlet (1981) - Omlett (1981) - Dögkeselyű (1982) - Jób lázadása (1983) - Könnyű testi sértés (1983) - Elcserélt szerelem (1983) - Egy golyó a szívbe (1986) - Tékasztorik (2017) | - Nyina naplója (1977) - Meztelenül (1978) - Tengerparti nyár (1978) - A felnőttek furcsák néha (1978) - Szeptember (1979) - Tyúktolvajok (1979) - Tiszteletem, főorvos úr! (1980) - Kulcskeresők (1980) - A rágalom iskolája (1980) - Szegény Avroszimov (1980) - Családi körr (1981) - A siketfajd fészke (1982) - Faustus doktor boldogságos pokoljárása (1982) - Hiúság vására (1983) - Fabuland (1983) - Linda (1983—1989) - Warrenné mestersége (1984) - Zsarumeló (1985) - Linda mesél (1989) - Új Linda-sorozat 1-5. (2000) |

## Дискография
- Zöld öv (1985)
- Hollywood messze van (1986)
- Levél Hollywoodból (1987)
- Anyu Hodmedbe (1987)
- Linda mesél (1988)
- Te szeress legalább (1989)
- Tündéri Lutra buli (1990)
- Erdei gólyabál (1998)
- Hogyan hódítsuk meg a nőket/férfiakat